# Osco-umbri

Mappa linguistica dell'Italia dell'età del ferro: la lingua osco-umbra è evidenziata in grigio scuro.

Con il nome di Osco-umbri, o Sabellici, o Italici orientali, o Italici in senso stretto, si indica un insieme di popoli indoeuropei stanziati nell'antichità nell'Italia continentale, caratterizzati dall'uso di un insieme di lingue (e/o dialetti) tra loro strettamente imparentate: le lingue osco-umbre (anche "italiche" o "italiche orientali"). Essi sono: gli Umbri, gli Osci, e i Sanniti (o Sabelli), i Sabini, i Piceni, i Vestini, i Marrucini, i Peligni, i Marsi, gli Irpini, gli Equi, i Campani, gli Ernici, i Volsci, i Lucani, gli Apuli e i Bruzi.
Un tempo ritenuti parte dello stesso ceppo indoeuropeo dei Latini e degli altri popoli a essi linguisticamente più affini (i Latino-falisci), a partire dagli studi condotti da Vittore Pisani e Giacomo Devoto fin dagli anni trenta del XX secolo è emerso come in tale ceppo, chiamato "italico", convergessero in realtà due diverse stirpi indoeuropee, giunte poi in Italia in momenti differenti e qui riavvicinate da una lunga convivenza. I precisi caratteri etnico-culturali di questi popoli, identificati soprattutto sul piano linguistico, continuano a essere oggetto di dibattito tra gli storici, così come le relazioni dei vari nuclei all'interno del gruppo e con altri popoli dell'area.
Secondo l'opinione più diffusa, che tuttavia non esclude ipotesi alternative, gli Osco-umbri penetrarono nella Penisola italica a partire dal II millennio a.C. provenendo dall'area balcanica; è possibile, ma non del tutto sicuro, che essi costituissero la seconda ondata di popolazioni indoeuropee di provenienza orientale, dopo i Latini-Falisci e prima degli Iapigi-Messapi. In età storica gli Osco-umbri risultano attestati lungo la dorsale appenninica centrale, dalla valle del Tevere alla Calabria interna, toccando sia le sponde adriatiche, sia quelle tirreniche. Tutti i popoli osco-umbri subirono, a partire dalla seconda metà del I millennio a.C., la pressione dei Latini, in piena ascesa, che già nel III secolo a.C. li ebbero completamente assoggettati. Gli Osco-umbri conservarono ancora per secoli la propria individualità etnico-linguistica - a Pompei sono stati rinvenuti graffiti in lingua osca risalenti al I secolo d.C. -, prima di essere definitivamente romanizzati.

## Etnonimo
Il composto "Osco-umbri", con il quale comunemente si indica questo gruppo di popoli, deriva dai due più ampiamente attestati, gli Osci e gli Umbri, ed è in stretta relazione con la famiglia linguistica corrispondente: le lingue osco-umbre. L'insieme dei popoli osco-umbri è a volte identificato anche con altre espressioni:
- Sabellici (o "Sabelli"), che tuttavia a stretto rigore indica soltanto i Sanniti. Per estensione a volte è utilizzato in senso ampio per designare tutti gli Osco-umbri non facenti parte dei due popoli principali, o perfino - appunto - l'intero gruppo osco-umbro[3];
- Italici, in accezione ristretta. Il termine è impiegato anche in accezione ampia, benché meno rigorosa dal punto di vista storico-linguistico. Tale parola abbraccia anche un'altra stirpe indoeuropea storicamente stanziata in territorio italico: quella latino-falisca[2].

L'identificazione degli Osco-umbri come gruppo indoeuropeo a sé stante, distinto da quello cui appartenevano i Latini, risale agli studi di Alois Walde, che nel 1917 accostò i due ceppi, fino ad allora ritenuti una sola stirpe, a due differenti gruppi celtici, solo in un secondo momento riunitisi in territorio italico. Tale ipotesi, in sé scorretta, fu tuttavia ripresa negli anni trenta da Vittore Pisani; in seguito i tentativi di accostare dialettalmente l'uno o l'altro dei due ceppi ad altre famiglie indoeuropee non hanno superato lo stadio di ipotesi. Tuttavia, i successivi lavori di Giacomo Devoto consolidarono definitivamente la distinzione tra Osco-umbri e Latino-falisci, in un quadro ulteriormente contestualizzato di indoeuropeizzazione complessa dell'Italia, fatta di molteplici apporti, scaglionati lungo un processo plurisecolare, e di altrettanto molteplici fenomeni di sovrapposizione, fusione e convergenza tra i popoli e le loro lingue.

## Storia

### Le origini
La linguistica storica ritiene che gli Osco-umbri, come gran parte delle popolazioni indoeuropee dell'Europa, si siano staccati dal tronco originario, stanziato nelle steppe comprese tra il Mar Nero e il Caucaso, intorno all'inizio del III millennio a.C. Gli Osco-umbri, non ancora o soltanto in parte differenziati dagli altri popoli limitrofi, fecero quindi parte del continuum indoeuropeo che si stanziò nell'Europa centro-orientale, dal Mar Baltico ai Balcani, e che da qui si espanse in seguito verso occidente.
La cristallizzazione degli Osco-umbri come popolo autonomo, o perlomeno come insieme di tribù affini, avvenne probabilmente in un'area dell'Europa centrale a nord delle Alpi; Devoto colloca quest'area, sia pure con ampi margini di approssimazione, nei pressi del medio corso del Danubio, nella regione storica in seguito chiamata Pannonia, e ritiene che, nel II millennio a.C., gli Osco-umbri fossero in stretto contatto - fisico e dialettale - con Latino-falisci (ai quali associa anche gli antichi Veneti), Traci e Illiri.

### L'insediamento in Italia (XII-VI secolo a.C.)
La penetrazione delle genti osco-umbre in Italia è collocata nella seconda metà del II millennio a.C., probabilmente intorno al XII secolo a.C. Per questo motivo, l'arrivo degli Osco-umbri in Italia è stato posto da alcuni studiosi in correlazione con lo sviluppo della cultura protovillanoviana, cronologicamente compatibile. Fin dalle testimonianze più antiche (metà del I millennio a.C., alcune anche anteriori) i popoli osco-umbri appaiono collocati in un'area in gran parte coincidente con quella nella quale durante l'età del bronzo si era estesa la cultura protovillanoviana e successivamente nell'età del ferro la cultura delle tombe a fossa e la cultura picena e umbra (principalmente inumatrici).

### I popoli osco-umbri nelle loro sedi storiche (V-I secolo a.C.)

#### I popoli di lingua osca

##### Gli Osci
Gli Osci (od Oschi) si sovrapposero agli Opici latino-falisci nel territorio dell'odierna Campania, nell'entroterra del Golfo di Napoli e in una più ampia area, dai confini non ben precisati, che si ampliava verso sud. Iscrizioni in lingua osca sono state rinvenute in un'area notevolmente più estesa, fino alle attuali Basilicata, Puglia, Calabria e perfino Sicilia nordoccidentale, ma non è chiaro se a tale diffusione corrispondesse una simmetrica presenza di genti osche, quanto piuttosto processi migratori successivi, in particolare dei Sanniti che le avrebbero presto assorbite.
Storicamente, la presenza osca nell'area è attestata con certezza almeno a partire dal VI secolo a.C., epoca della fondazione, proprio da parte degli Osci, della città di Pompei. Fin da allora il popolo subì la pressione dei Greci, insediati sulla costa del Golfo di Napoli dal VII secolo e che sopraffecero presto le tribù osche del litorale, da Cuma a Vivara. Nel V secolo gli Osci dell'entroterra furono assorbiti dai Sanniti e poco dopo, nel IV secolo, dai Romani, in seguito alle Guerre sannitiche (343-290 a.C.). Gli Osci resistettero tuttavia alla romanizzazione ancora per secoli, tanto che a Pompei sono stati rinvenuti graffiti in lingua osca risalenti al I secolo d.C.; il popolo, comunque, fu totalmente integrato nelle strutture culturali, sociali, linguistiche e istituzionali della Repubblica romana, fino a perdere del tutto la propria specifica individualità. Al gruppo linguistico degli Osci viene ricondotto un insieme di popoli attestati nell'Italia centro-meridionale in epoca pre-romana e ricordati dalle fonti classiche; tra le tribù osche, le più note sono gli Aurunci e gli Ausoni.

##### Il gruppo sannitico

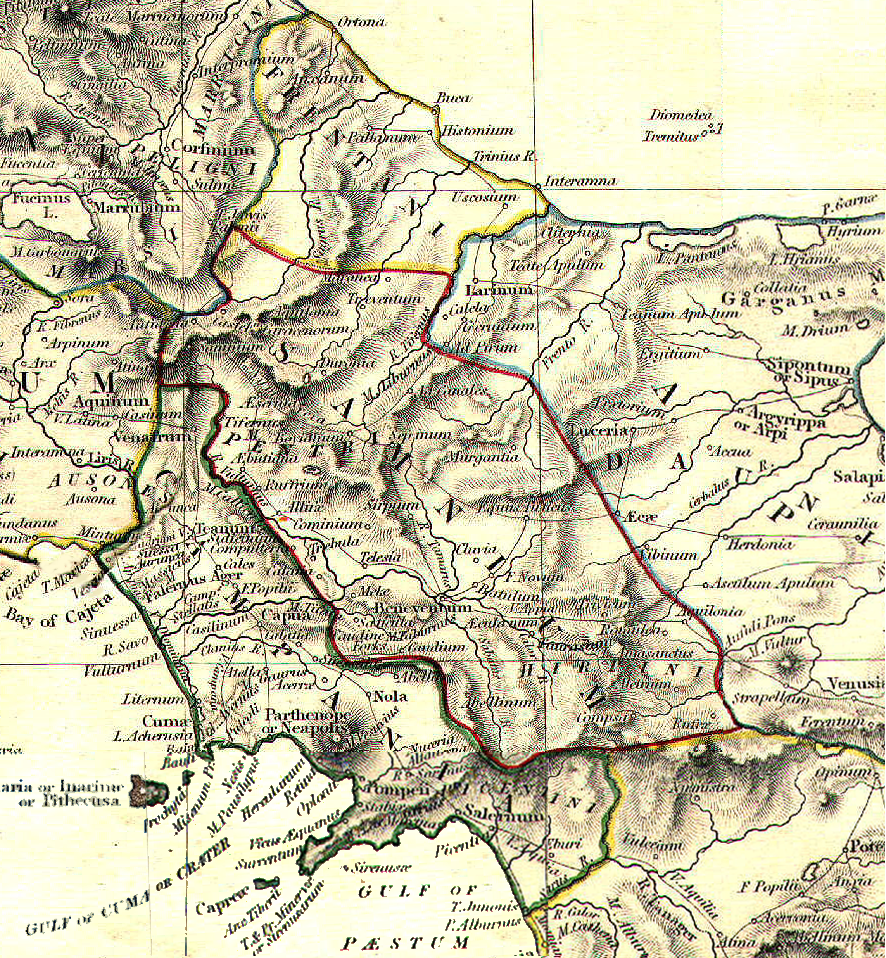
Il Sannio secondo l'Historical Atlas

Stanziato nella regione che da loro prese il nome di Sannio, corrispondente agli attuali territori della Campania settentrionale, dell'alta Puglia, di gran parte del Molise, del basso Abruzzo e dell'alta Lucania, i Sanniti erano un insieme di tribù (il touto) che estese progressivamente, nel corso della prima metà del I millennio a.C. la propria area di influenza, fino ad arrivare ad inglobare i loro vicini meridionali, gli Osci, ai quali erano linguisticamente molto affini. Nel IV secolo a.C. vennero in contatto con la Repubblica romana, allora potenza in piena ascesa. Tra il 343 e il 290 a.C. le tre Guerre sannitiche sancirono la supremazia dei Romani sui Sanniti, incrinata ma non revocata da defezioni e ribellioni nei secoli seguenti. I Sanniti furono quindi completamente romanizzati, in un lungo processo che si concluse soltanto nei primi secoli del I millennio d.C. I Sanniti si suddividevano in quattro tribù principali: Caudini, Irpini, Pentri e Carricini, riunite nella Lega sannitica.
Strettamente affini ai Sanniti erano i Lucani, anch'essi ripartiti in più tribù e stanziati più a sud, in un territorio compreso tra i fiumi Sele, Bradano, Laos e Crati (la Lucania). All'inizio del IV secolo a.C. si espansero verso sud-ovest, nell'attuale Calabria, dove vennero in conflitto con i Greci della Magna Grecia, in particolare con Siracusa che riuscì a dividere i Lucani e a sbarrare loro il passo. L'espansionismo del popolo italico si volse allora verso est, dove si scontrò con Taranto. In seguito presero parte alle Guerre sannitiche e alle Guerre pirriche contro la potenza in ascesa di Roma, che riuscì a sottometterli nel 275 a.C. Tra III e I secolo a.C. i Lucani presero parte a diverse insurrezioni italiche contro il dominio romano, senza riuscire a riacquisire l'indipendenza; a partire dalla decisiva battaglia di Porta Collina (82 a.C.) ebbe inizio la loro definitiva romanizzazione. Secondo Strabone, durante il conflitto contro Siracusa dai Lucani si separarono i Bruzi, che controllarono la regione della Sila.
Altrettanto affini ai Sanniti erano i Frentani stanziati all'estremità settentrionale del Sannio, sulla regione costiera adriatica centrale compresa tra le foci del fiumi Sangro e Biferno. Coinvolti nelle Guerre sannitiche, non poterono partecipare attivamente alla lotta condotta dal grosso dei Sanniti perché strettamente vincolati a Roma dall'imposizione di un'alleanza. Presero parte anche alla ribellione italica del I secolo a.C. (Guerra sociale), dopo la quale ottennero anch'essi la cittadinanza romana e furono inquadrati nelle strutture politico-sociali della Repubblica romana.

##### I Marrucini
Stanziati nel I millennio a.C. in una striscia di territorio lungo le coste adriatiche, nell'attuale Abruzzo, i Marrucini entrarono in conflitto con la Repubblica romana alla fine del IV secolo a.C. Presto furono indotti dall'evidente supremazia dell'esercito romano a unirsi in alleanza con Roma, accettando una condizione di chiara subordinazione anche se conservarono a lungo un certo margine di autonomia interna. Nel I secolo a.C. ottennero come tutti gli Italici la cittadinanza romana, in seguito alla Guerra sociale alla quale avevano preso parte, e da allora si compì rapidamente il processo di romanizzazione del popolo.

##### I Peligni
I Peligni abitavano la Valle Peligna e avevano per capitale Corfinium. Si scontrarono con i Romani nel IV secolo a.C., nel quadro della Seconda guerra sannitica, ma in seguito (304 a.C.) si piegarono all'alleanza con Roma, in posizione subalterna ma conservando margini di autonomia negli affari interni. Nel 90 a.C. figurarono tra i principali ispiratori della rivolta degli alleati italici (socii) di Roma, volta a ottenere la cittadinanza romana; proprio a Corfinium fu organizzata la ribellione, che sarebbe sfociata nella Guerra sociale. I Peligni capitolarono a Roma nell'88 a.C.

##### I Sabini
I Sabini sono stati un antico popolo dell'Italia centrale. La loro area di insediamento era compresa nelle aree Appenniniche del centro italia tra Marche, Abruzzo e Lazio in corrispondenza della parte centro settentrionale dell'odierna provincia di Rieti e della confinante regione dell'alto Aterno in provincia dell'Aquila. Giunti fino al corso basso del Tevere corrispondente al crocevia dei tratturi transumati che tagliavano la penisola dall'Adriatico al Tirreno, identificabile nell'antica via del commercio del sale, la Via Salaria in epoca romana, si insediarono in villaggi tribali di carattere prevalentemente pastorale da Cures Sabini sino a Roma contendendone le sorti agli albori della città in Eta' regia.
I Sabini, rimasti nell'entroterra appenninico, continuarono anche nel V secolo a.C. la loro pressione sul Lazio, con altre infiltrazioni nella zona tra il Tevere e l'Aniene. La loro sottomissione da parte dei Romani avvenne dopo un lungo periodo di pace nel 290 a.C. con una campagna vigorosa del console Manio Curio Dentato: sul loro territorio vennero distribuite terre in abbondanza a cittadini romani, ai quali si assimilarono del tutto i Sabini, accolti poi nel 268 a.C. nella cittadinanza romana con l'inclusione in due nuove tribù, la Quirina e la Velina.

#### I popoli di lingua umbra

##### Gli Umbri

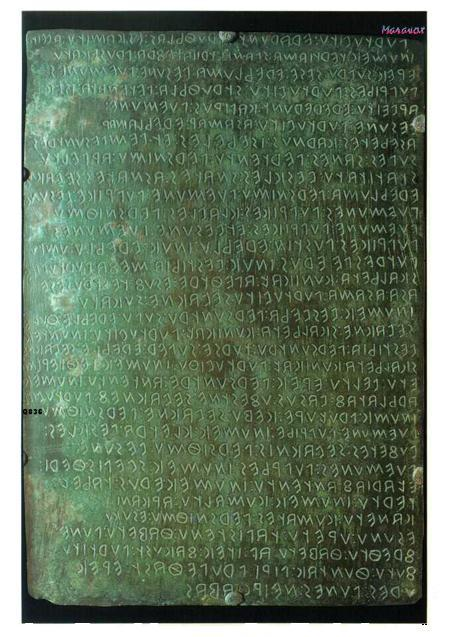
Una Tavola eugubina

Inizialmente stanziati in un'ampia regione dell'Italia centro-settentrionale che si spingeva fino alla Pianura Padana e aggregati in città fin dal X-IX secolo a.C., gli Umbri subirono presto la pressione di Etruschi e Galli, che ridussero l'area da loro occupata. Fondarono numerose città-Stato, federate tra loro; nel territorio di una di esse, Ikuvium (oggi Gubbio), sono state rinvenute le Tavole eugubine, principale fonte di conoscenza sugli Umbri e una delle più importanti testimonianze epigrafiche dell'intera Italia preromana. Dalle Tavole si desumono, oltre a fondamentali informazioni sulla lingua umbra, le principali nozioni sulla cultura e la religione del popolo, per molti versi affini a quelle dei vicini Latini che forse ne subirono l'influenza.
In età storica gli Umbri risultano attestati nell'alta e media valle del Tevere; qui, a partire dalla fine del IV secolo a.C., entrarono in contatto con i Romani, che li sottomisero con la battaglia di Sentino nel 295 a.C. Da allora gli Umbri rimasero sempre fedeli a Roma. Non è possibile precisare quando il processo di romanizzazione degli Umbri si compì definitivamente; le testimonianze più tarde della loro lingua, sempre contenute nelle Tavole eugubine, sono datate al I secolo d.C., ma è probabile che l'idioma - e con esso l'identità degli Umbri - si sia conservato ancora a lungo dopo tale data.

##### I Marsi
Stanziati nell'area del lago del Fucino con Marruvio come centro principale, i Marsi entrarono in conflitto con i Romani durante la Seconda guerra sannitica, nel 325 a.C.; sconfitti, diedero vita a diverse ribellioni, finché nel 304 a.C. non accettarono un'alleanza, in posizione subordinata, con Roma. Si opposero alla romanizzazione del loro territorio attaccando la colonia latina di Carsoli (301 a.C.), ma furono rapidamente ricondotti all'obbedienza. Nel 91 a.C. furono tra i principali ispiratori della Guerra sociale, scatenata dagli Italici sottomessi per ottenere l'estensione della cittadinanza romana; contribuirono alla rivolta con importanti contingenti militari, nelle cui file fu scelto uno dei due comandanti supremi dell'esercito ribelle, Quinto Poppedio Silone. In seguito alla generale vittoria romana sui rivoltosi si accentuò il processo di assimilazione nelle strutture romane, favorita dall'estensione della Lex Julia de civitate; ottenuta la cittadinanza, i Marsi furono inquadrati nella gens Sergia.

##### I Volsci
I Volsci erano un antico popolo italico, ben noto nella storia del primo secolo della Repubblica romana. La capitale del territorio comandato dai Volsci Anziati era Anzio (Antium). In quel periodo abitavano un'area parzialmente collinosa e parzialmente paludosa del sud del Latium, limitata dagli Aurunci e dai Sanniti a sud, dagli Ernici ad est e all'incirca dalla linea che da Norba e Cora a nord andava ad Antium nel sud.
I Volsci Ecetrani occupavano, invece, la maggior parte della Valle del Sacco, della Valle del Liri e della Valle di Comino.
I Volsci parlavano volsco, un dialetto sabellico, variante della lingua umbra.
Furono fra i nemici più pericolosi di Roma ed alleati frequentemente con gli Equi, mentre gli Ernici dal 486 a.C. in poi furono alleati di Roma. Secondo Tito Livio erano «ferocior ad rebellandum quam ad bellandum gens».

#### Altri popoli con tratti culturali osco-umbri
Di altri popoli, la cui memoria è tramandata dalle fonti antiche e dai ritrovamenti archeologici, non è allo stato possibile determinare esattamente l'appartenenza linguistica. A causa dell'esiguità e della frammentarietà delle testimonianze, la ricerca attualmente ha potuto individuare soltanto la loro generica appartenenza al ceppo osco-umbro.

##### Gli Equi
Gli Equi (in latino Aequi) erano un'antica popolazione, che occupava un'area oggi compresa fra il Lazio e l'Abruzzo, in Italia, costantemente citata nella prima decade di Livio come ostile a Roma nei primi tre secoli dell'esistenza della città. Importante città degli Equi fu Alba Fucens, fondata come colonia romana e divenuta città commerciale, situata nella contemporanea provincia dell'Aquila.

##### Gli Ernici
Gli Ernici erano un'antica popolazione dell'Italia, il cui territorio era situato nel Lazio fra il lago del Fucino e il fiume Sacco (Trerus); confinavano con i Volsci a sud e con gli Equi e i Marsi a nord.

##### I popoli albensi
I popoli albensi erano una foederatio di trenta popolazioni dell'Italia preromana, di etnia latino-falisca ma con alcune aspetti culturali mutuati dagli osco-umbri. Plinio ne accenna quando ormai la popolazione era estinta da tempo. L'elenco di città albensi è da lui chiamato populi della foederatio albensis. Fra questi ultimi appaiono Albalonga, Cora (Cori), Manates (Tibur), Fidenates (Fidenae), Foreti (Gabii) Accienses (Aricia), Tolerus (Valmontone), ed alcuni che costituivano parte integrante della città di Roma: Velienses (Velia), Querquetulani (Celio), Munienses (Quirinale, ma secondo alcuni storici trattasi di Castrimoenium) ecc. Originariamente di ceppo latino-falisco, ricevettero nel corso dei secoli numerosi apporti osco-umbri, progressivamente assimilati. Tra gli elementi osco-umbri degli Albensi spicca quello, testimoniato anche dall'archeologia, relativo ai riti funerari, con la presenza, accanto e dopo l'incenerizione di matrice latina, dell'inumazione propria degli Osco-umbri.

##### I Vestini
I Vestini occupavano l'Altopiano delle Rocche e la valle dell'Aterno, arrivando a toccare il Mar Adriatico all'altezza di Penne. Nel 325 a.C., nel quadro della Seconda guerra sannitica, strinsero un patto con i Sanniti al quale Roma reagì con una spedizione militare, che devastò il loro territorio. Nel 302 a.C. strinsero un patto d'alleanza con Roma, in posizione subordinata, e presero parte alla Seconda guerra punica contro Annibale. Nel I secolo a.C. parteciparono alla grande rivolta degli Italici nota come Guerra sociale per la concessione della cittadinanza romana; sconfitti, furono tuttavia in seguito inseriti nelle strutture politico-sociali di Roma con la Lex Julia de civitate.

### Letteratura storiografica
- Giacomo Devoto, Gli antichi Italici, 2ª ed., Firenze, Vallecchi, 1951.
- Giacomo Devoto, Dizionario etimologico. Avviamento alla etimologia italiana, Firenze, Le Monnier, 1968.
- Antonio Sciarretta, Toponomastica d'Italia. Nomi di luoghi, storie di popoli antichi, Milano, Mursia, 2010,  pp. 43-91, ISBN 978-88-425-4017-5.
- Francisco Villar, Gli Indoeuropei e le origini dell'Europa, Bologna, Il Mulino, 1997, ISBN 88-15-05708-0.
- Calvert Watkins, Il proto-indoeuropeo, in  Anna Giacalone Ramat; Paolo Ramat (a cura di), Le lingue indoeuropee, Bologna, Il Mulino, 1993, ISBN 88-15-04346-2.